# Raúl Goni
Raúl Goni Bayo (Saragozza, 12 ottobre 1988) è un ex calciatore spagnolo, di ruolo difensore.

## Carriera
Nato a Saragozza, Goni inizia a giocare a calcio nell'UD Montecarlo, dove resta per cinque anni. Gioca una stagione nell'Amistad e nel 2007 entra a far parte del settore giovanile del Real Saragozza.
Debutta con la prima squadra, e nella Primera División, il 31 ottobre 2007 in casa dell'Almería in una partita vinta 1-0. La stagione termina con la retrocessione del Real Saragozza e in Segunda División Goni diventa titolare.
A febbraio del 2009, in occasione dell'esordio in Under-21, in una partita finita 1-1 a Cartagena contro la Nazionale Under-21 della Norvegia subisce un infortunio (rottura del legamento crociato anteriore del ginocchio destro) che lo tiene fermo per circa nove mesi.
I suoi buoni risultati attirano l'interesse del Real Madrid e il Real Zaragoza lo cede in prestito per una stagione al Real Madrid Castilla.
Sotto la guida di Alejandro Menéndez e di José Alberto Toril, disputa 20 partite e segna un gol in Segunda División B. A fine stagione torna al Real Saragozza.
Il 9 agosto 2011 il Real Saragozza cede Goni in prestito annuale al Cartagena, squadra della Segunda División, per farlo maturare come calciatore dato che nella squadra allenata da Javier Aguirre non avrebbe trovato molto spazio. Il difensore aragonese diventa così il quarto centrale a disposizione dell'allenatore Paco López e si trova in competizione con Abraham Paz, Josemi e l'ex compagno di squadra Chus Herrero per avere un posto da titolare
Esordisce con la nuova squadra il 27 agosto, giocando da titolare in occasione della seconda partita di campionato, persa per 2-0 in casa dell'Hércules. il rendimento di Goni è altalenante e la stagione si conclude con la retrocessione del Cartagena in Segunda División B.
Nella stagione 2012-2013 torna al Real Saragozza in Primera División. Goni non riesce a ritagliarsi un posto in squadra con l'allenatore Manolo Jiménez e gioca solo quattro partite. A gennaio viene ceduto al Sabadell, in Segunda División, in cerca di maggiore continuità. Debutta con la squadra catalana il 13 gennaio 2013, giocando da titolare contro l'Alcorcón. Mantiene stabilmente il posto da titolare per dieci partite mantenendo un buon rendimento.. Il 24 marzo, viene sostituito al 16' per un problema muscolare nell'incontro perso per 4-0 contro il Las Palmas.. Goni riporta una rottura completa dell'adduttore lungo e parziale dell'adduttore corto. L'infortunio lo costringe a sottoporsi a un intervento chirurgico, terminando in anticipo la stagione. Torna a lavorare con i suoi compagni in estate. Durante un'amichevole del precampionato, disputata in Giappone contro il FC Tokyo, è costretto a uscire dal campo al 20' per un altro infortunio.
Si tratta di una rottura del legamento crociato anteriore del ginocchio sinistro e viene nuovamente operato. Salta tutta la parte iniziale della stagione 2013-2014. Torna in panchina l'8 marzo contro il Girona..
Nel gennaio 2013 passa al Sabadell in Segunda División. Debutta il 13 gennaio contro l'Alcorcón. 
Nella stagione 2014-2015 fa ritorno al Real Zaragoza B per una stagione, in Segunda División B. Colleziona 17 presenze, a fine anno la squadra retrocede e Goni si trasferisce al Club Deportivo Teruel, dove milita per una stagione prima di ritirarsi dal calcio giocato.